# Arabis stelleri
Arabis stelleri är en korsblommig växtart som beskrevs av Dc. Arabis stelleri ingår i släktet travar, och familjen korsblommiga växter. Inga underarter finns listade i Catalogue of Life.